# Oncopus transpecta
Oncopus transpecta är en fjärilsart som beskrevs av Jacob Hübner och Charles Andreas Geyer 1832. Oncopus transpecta ingår i släktet Oncopus och familjen mätare. Inga underarter finns listade i Catalogue of Life.